# Monte Stol
Il monte Stol (1.673 m s.l.m.) è una montagna delle Prealpi Giulie, prosecuzione della catena del Gran Monte in territorio sloveno (Goriziano sloveno), fino a giungere alla destra dell'Isonzo nei pressi di Caporetto. 

## Storia
Durante la prima guerra mondiale fu uno dei teatri della battaglia di Caporetto ed il 25 ottobre 1917 venne conquistato dai reparti austro-ungarici della 22ª Divisione Schützen.